# Tierno Monénembo
Tierno Monénembo (pseudonimo di Thierno  Saïdou Diallo; Porédaka, 21 luglio 1947) è uno scrittore guineano francofono,  vincitore del premio Renaudot nel 2008.

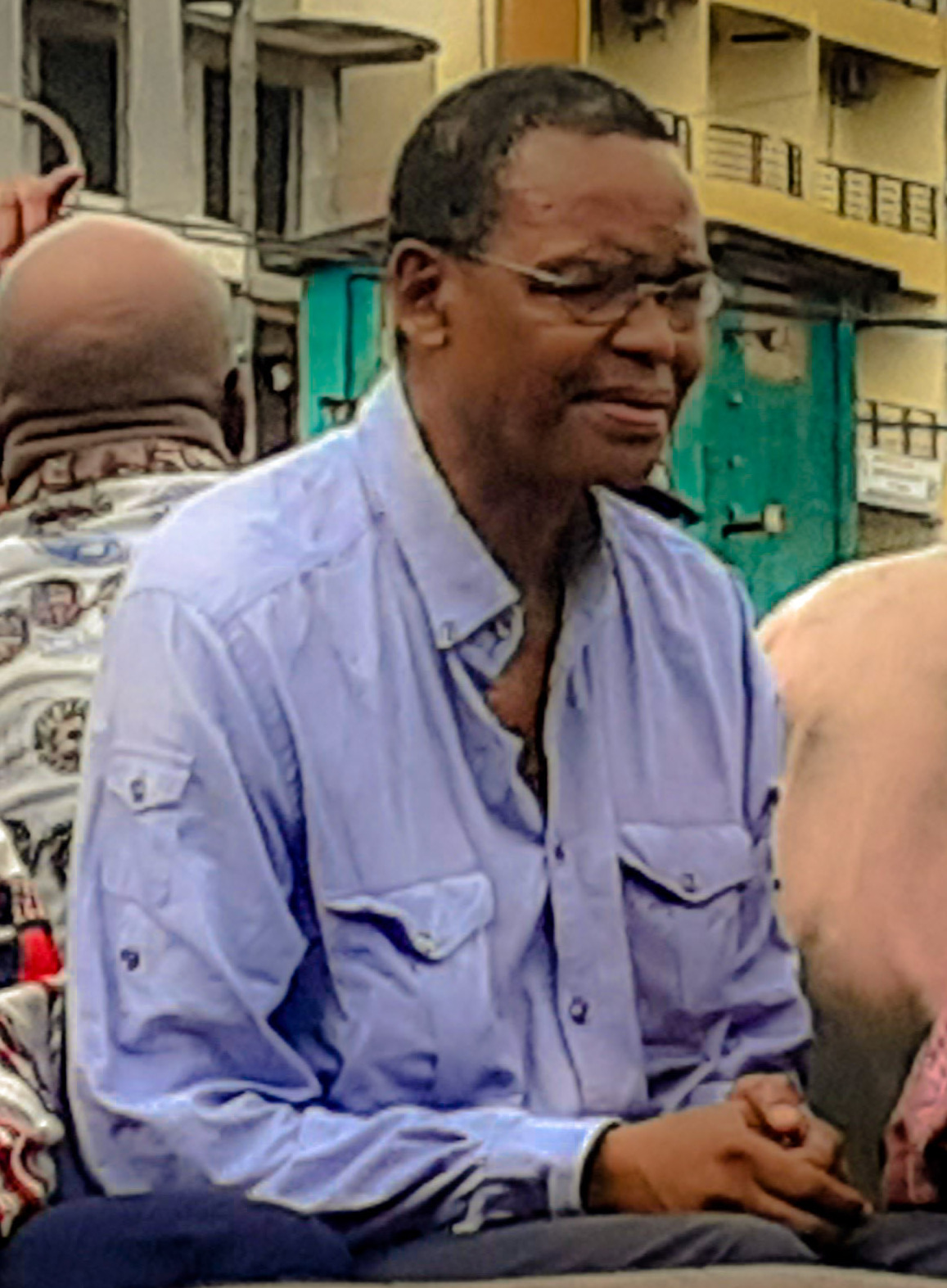

Monénembo ha raggiunto la Francia nel 1973 per proseguire i suoi studi. Si è laureato dottore in scienza dopo aver presentato una tesi in biochimica all'università di Lione.
Ha poi insegnato in Marocco e in Algeria. Ha ricevuto il Premio Renaudot per il suo Il Re di Kahel nel 2008. Dal 2007, è Visiting Professor al Middlebury College (Vermont, USA).

## Biografia
Nel 1969, figlio di un funzionario, lascia la Guinea, per fuggire la dittatura di Ahmed Sékou Touré e raggiunge a piedi il vicino Senegal. In seguito va in Costa d'Avorio per completare i suoi studi prima di raggiungere la Francia nel 1973. Si laurea in scienza dopo aver presentato una tesi in biochimica all'università di Lione. 
In seguito insegna in Marocco e in Algeria.
Pubblica il suo primo romanzo nel 1979.
I suoi romanzi parlano spesso dell'impotenza degli intellettuali in Africa, e delle difficoltà di vita degli Africani in esilio in Francia. Ha recentemente dedicato un romanzo ai Fulani e una biografia romanzata a Aimé Olivier de Sanderval, un avventuriero e esploratore francese, ammiratore della loro civiltà e divenuto un "re" fulano. In questo caso, questo scrittore dalla doppia cultura, francese e africana, rivisita la storia coloniale, lontano dalle solite diatribe, per far entrare questo periodo controverso nell'immaginario romanzesco. 
Il suo più noto romanzo resta "L'ainé des orphelin", tradotto in italiano come "Il grande orfano" (tr. di Guia Risari, Feltrinelli 2003). Lavora attualmente sulla vita di un Fulano guineano, eroe della Resistenza in Francia, fucilato dai tedeschi.